# Viola József (labdarúgó)
Viola József (Komárom, 1896. június 10. – Bologna, 1949. augusztus 18.) válogatott labdarúgó, majd edző. 1921-től Olaszországban játszott és ott is lett edző. Itáliában Giuseppe Viola néven ismert.

## Pályafutása

### A válogatottban
1920-ban 1 alkalommal szerepelt a válogatottban.

### Edzőként
- 1926–29: Juventus
- 1928–29: Internazionale
- 1930–33: Atalanta BgS Bergamo
- 1933–35: AC Milan
- 1935–36: AC Vicenza (III. osztály)
- 1936–37: SS Lazio
- 1938–40: AC Milano
- 1938–39: Spezia FC, technikai igazgató. Az AC Milan-nal egyidőben
- 1940–41: US Livorno
- ?–?: Spal Ferrara
- 1946–47: Bologna
- 1947–48: Como FC

## Sikerei, díjai

### Játékosként
- Olasz bajnokság
  - bajnok: 1925–26

### Edzőként
- Olasz bajnokság
  - bajnok: 1925–26

## Statisztika

### Mérkőzései a válogatottban
| Magyarország | Magyarország    | Magyarország    | Magyarország    | Magyarország | Magyarország | Magyarország | Magyarország | Magyarország |
| #            | Dátum           | Helyszín        | Hazai           | Eredmény     | Vendég       | Kiírás       | Gólok        | Esemény      |
| ------------ | --------------- | --------------- | --------------- | ------------ | ------------ | ------------ | ------------ | ------------ |
| 1.           | 1920. május 2.  | Bécs, WAC-Platz | Ausztria        | 2 – 2        | Magyarország | barátságos   | -            |              |
|              | 1920. május 14. | Pforzheim       | Dél-Németország | 0 – 1        | Magyarország | barátságos   | -            |              |
|              | Összesen        |                 |                 | 1            | mérkőzés     |              | 0            | gól          |